# Джейкобс-Смилли, Хелен Шелдон
Хелен Шелдон Джейкобс-Смилли (англ. Helen Sheldon Jacobs Smillie; 1854—1926) — американская художница жанровых картин, работавшая маслом и акварелью.

## Биография
Родилась 14 сентября 1854 года в Нью-Йорке.
Живописи обучалась в Cooper Union и в Национальной академии дизайна. Также брала частные уроки у Джозефа Ориэля Итона и Джорджа Смилли, за которого вышла замуж в 1881 году.
Жила и работала в Нью-Йорке. Являлась членом Американского общества акварелистов.
Умерла в 1926 году.